# Difterie
Difterie, vroeger ook bekend als kroep, is een infectieziekte die wordt veroorzaakt door een bacterie (Corynebacterium diphtheriae), die via hoesten van mens op mens wordt overgebracht. Difterie was, voordat vaccineren algemeen gebruikelijk werd, een van de meest voorkomende doodsoorzaken bij kinderen. In Nederland is sinds 1994 geen enkel sterfgeval meer gemeld. In België overleed in maart 2016 een kleuter aan de ziekte. De laatste geregistreerde melding in Nederland van een difteriepatiënt was in 2020. Deze gegevens gaan tot 2020.
De incubatietijd van difterie is meestal 2-5 dagen, nooit langer dan 7 dagen, waarbij de eerste symptomen vaak bestaan uit moeilijk slikken en een zere keel. Misselijkheid, braken, lichte koorts, snelle hartslag en hoofdpijn treden veel op. Ook een loopneus waarbij slechts één neusgat aangedaan is, komt regelmatig voor. Als de infectie zich uitbreidt naar het strottenhoofd zwelt de keel vaak op en dit bemoeilijkt de ademhaling zeer.
Op de slijmvliezen van de keel kunnen typerende taaie vliezen (pseudomembranen) ontstaan, waardoor het ademen moeilijk wordt en kinderen zelfs kunnen stikken, onder meer doordat een loslatend membraan de luchtweg kan versperren. De difteriebacterie maakt toxinen (gifstoffen) die kunnen leiden tot beschadiging van de hartspier (myocarditis, een ontsteking van het hartspierweefsel) en beschadiging van het zenuwstelsel. Onbehandeld is de ziekte vaak dodelijk.

## Behandeling
Als difterie wordt vermoed, is behandeling van een patiënt op een intensivecareafdeling noodzakelijk vanwege het risico op verstikking en de reacties op toxinen. De bacterie is gevoelig voor erytromycine en penicilline. Naast antibiotica wordt na een allergietest een antitoxine toegediend om de gevolgen van het difterietoxine te verminderen.

## Vaccinatie
Vaccinatie met DKTP-vaccin of DTP-vaccin beschermt tegen deze ziekte. Het antigeen in deze vaccins is een anatoxine. De vaccinatie is opgenomen in het Nederlandse rijksvaccinatieprogramma en het Vlaamse vaccinatieschema.

## Huiddifterie
Huiddifterie is een minder levensbedreigende bacteriële infectie, er ontstaan dan zweren in de huid.